# پوشاک در افغانستان
آمیزشی از قوم‌ها و قبیله‌های گوناگون در جغرافیای طبیعی متنوع افغانستان عمدتا در شهرهای کوچک، روستاها و خیمه‌های عشایری زندگی می‌کنند. حدود ۲۴ درصد از این مردمان در روستاها به‌سر می‌برند. پوشاک سنتی بازتاب‌کنندهٔ این تغییرات جغرافیایی و مسکونی و همچنین بیان‌کنندهٔ هویت فردی و گروهی، اجتماعی و اقتصادی، مراحل چرخهٔ زندگی، و تغییر روندهای اجتماعی و سیاسی است، که در نهایت به خلق سبک‌های جدید، و تبادل انواع پوشاک منجر می‌شود.

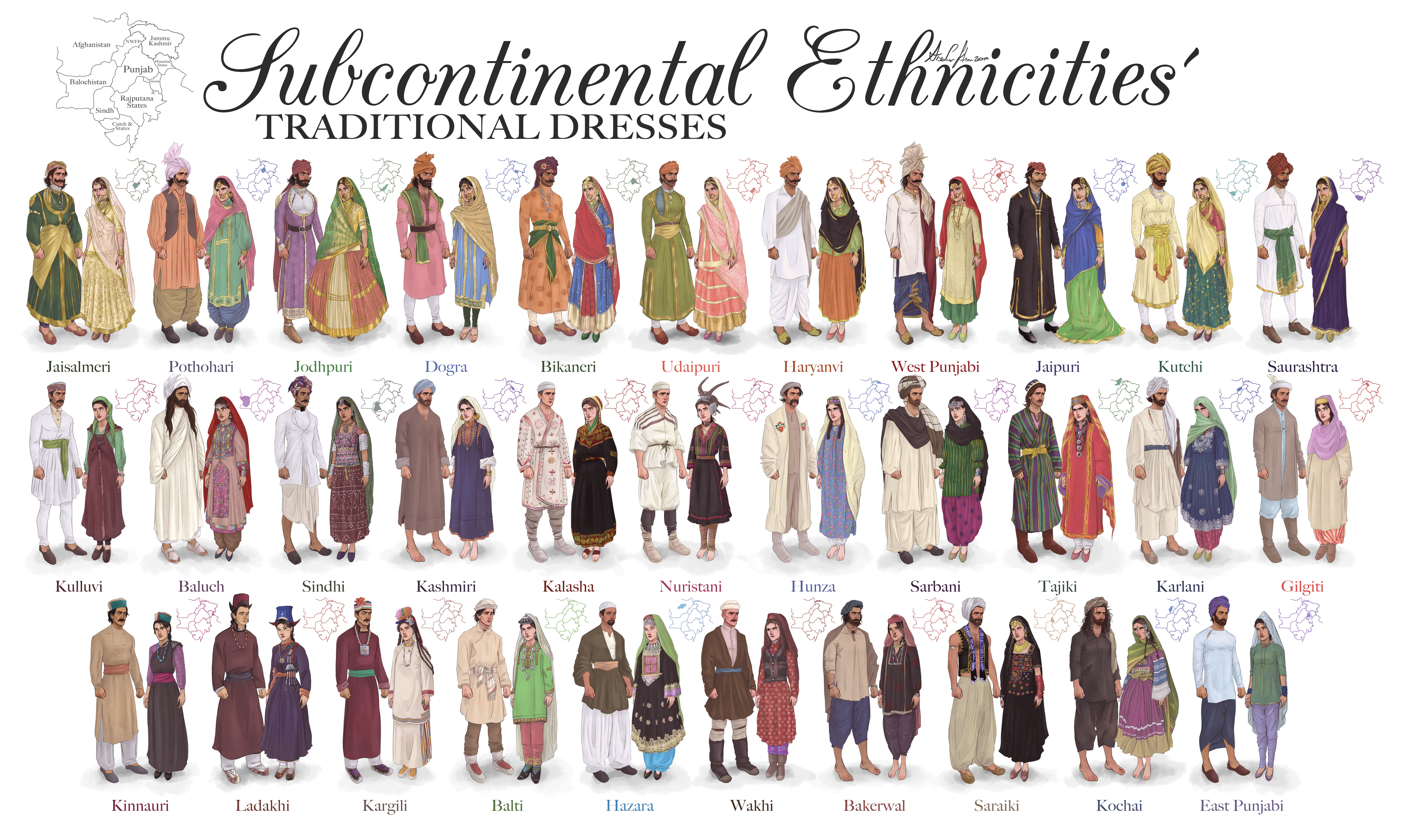
گونه‌های متفاوت پوشاک گروه‌های قومی افغانستان

## پیراهن و تنبان
پیراهن و تنبان (گویش محلی: پیران تُنبان یا پیران تُمبان) نوعی از لباس مردانه است که به صورت سنتی توسط مردان افغانستان و پاکستان پوشیده می‌شود.

## سرپوش
یکی از تشخیصی‌ترین پوشاک افغان‌ها نوعی دستار یا لُنگی (عمامه مانند) است، که در بین فارسی‌زبان‌ها «لنگوته» (واژه‌ای هندی) یا «دستار» و در بین پشتوزبان‌ها «paṭkay» یا «pagṛi» یاد می‌شود، و طول آن بسته به نحوهٔ قدکردن (تاکردن) از ۳ تا ۶ متر می‌رسد. در مناطق قبایلی و روستایی، نوجوانان با پوشیدن لنگوته در واقع نشان می‌دهند که به سن بلوغ رسیده‌اند. در زیر دستار نوعی کلاه با اشکال و طرح‌های تزئینی متنوع پوشیده می‌شود. در بین مردم تاجیک و اُزبک، نوعی کلاه استوانه‌شکل و ابریشم‌دوزی‌شده مرسوم است. مردم هزاره نوعی کلاه عرقچین می‌پوشند که از پارچهٔ چیت یا نمد بافته می‌شود. کلاه‌های مردانهٔ دیگر نوعی کلاه پوستی (به ترکمنی: تیلپَک) است که از پوست گوسفند ساخته می‌شود و در بین مردم ترکمن مرسوم است. مردم قرقیز نوعی کلاه لحاف‌دوزی‌شدهٔ گِرد از پوستین می‌سازند و مردم نورستان هم نوعی کلاه پشمی با سرپوشی مسطح و لبه‌های خمیده می‌پوشند که به «پَکول» معروف است. در بین پشتون‌های قندهار یک نوع کلاه یخک‌دوزی‌شدهٔ استوانه‌شکل مرسوم است؛ نوعی کلاه با رنگ‌دانه‌های شیشه‌ای براق نیز در قندهار بافته می‌شود. پشتون‌های شرقی شینواری، نوعی کلاه مخروطی (به پشتو: دَروزَو خولَی) از کاه گندم می‌پوشند و همچنین در بین مردمان باشندهٔ کوه‌های بلند مناطق شمال شرقی، کلاه‌های نَمَدی گِرد مرسوم است. مردم بلوچ هم از قطعات شیشه در طرح کلاه استفاده می‌کنند. کلاه قره‌قولی که از پوست قره قول ساخته می‌شد، و در اوایل سدهٔ بیستم در بین قشر تحصیل‌کرده افغان مرسوم بود، دیگر از مُد افتاده‌است.

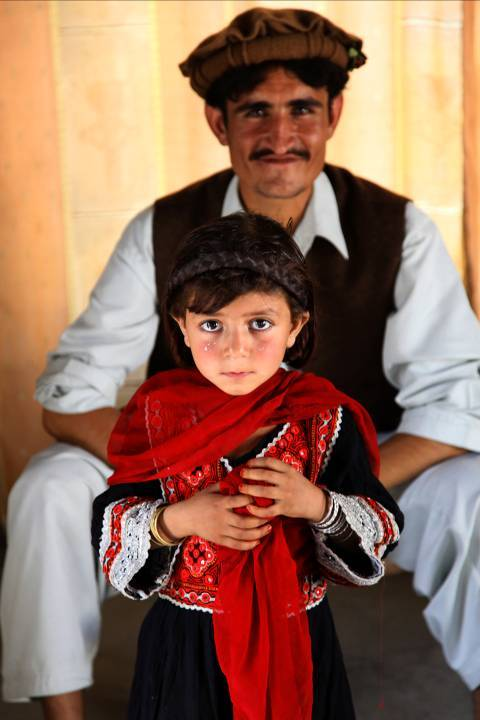
نمونه‌ای از کلاه پَکول که در مناطق شمال‌شرقی افغانستان رایج است.

## تن‌پوش
تن‌پوش اصلی برای مردان، بانوان و کودکان نوعی پیراهن گشاد و آستین بلند است که از پنبه تهیه می‌شود و بر روی شلواری گشاد که «اِزار» یا «تُنبان» نامند، پوشیده می‌شود و شلوار را توسط بندی («اِزاربند») جمع و محکم می‌کنند. پیراهن مردان («کورتی» هم نامند) معمولاً فاقد یقه (یَخه) بوده و بر روی یک شانه دکمه دوخته شده، و طول آن از منطقه‌ای به منطقهٔ دیگر تغییر می‌کند، و ممکن است از زانو تا ساق پا یا پایینتر برسد. جلیقه، که «واسکَت» (شکل شکستهٔ واژهٔ انگلیسیِ Waistcoat) نامیده می‌شود، در همه جا متداول است و از مخمل سیاه و سرخ‌رنگ تهیه می‌شود و در قندهار و در بین کوچی‌های دیگر پشتون، بر روی جلیقه قیطان‌های طلایی می‌بافند و آن را «سَدری» می‌نامند. پوشاک مردم نورستانی تشخیصی‌ترین پوشاک در افغانستان است. مردان نورستانی شلوارهای سفید پشمی می‌پوشند که طول آن تا زانوی پا می‌رسد و در زبان کامویری رایج در منطقهٔ کامدیش «viṭ» نامیده می‌شود و بر روی ساق‌پوشی بلند و سیاه‌رنگ شبیه puttee «پاتَو» (ساق‌پوش سربازان در زبان هندی) پوشیده می‌شود. این ساق‌پوش و یک نوع جوراب پشم‌باف تزئین‌شده با طرح‌های سنتی مناطق هزاره‌نشین، از پوشاک پای محلی افغانستان شمرده می‌شوند. نوعی کمربند («mālāa niśte») که با نقره آذین داده می‌شود و برای حمل خنجر («کاتره») پوشیده می‌شود هم منحصر به منطقهٔ نورستان است. بانوان نورستانی نوعی ساق‌پوش زیر دامن یا جامه‌ای (bāźü) بلند و فراخ می‌پوشند که با کمربندهای بافته‌شده (niśte) جمع می‌شود و در پشت شانه‌ها و پایین آستین با ترکیبی از تکه‌دوزی‌های سرخ و سیاه تزئین داده می‌شود. این نوع ساق‌پوش منحصر به منطقهٔ نورستان است و در هیچ جای دیگر افغانستان یافت نمی‌شود.

## پاپوش
کفش پلاستیکی با رنگ و طرح‌های گوناگون، در سرتاسر افغانستان متداول است، و در بسیاری از مناطق نوعی دمپایی چرمی که «چَپلی» نامند، مرسوم است. در پکتیا هم نوعی دمپایی ساخته‌شده از حصیر («چَپلی مزاری») می‌پوشند. در نورستان نوعی دمپایی بنام (vācó) و چکمهٔ چرمی زانوبلند (chamūs)، یا با کف نرم (māsī) که در بین مردمان ترک‌زبان شمالی مرسوم است. «کلاوش» هم نوعی کفش است.

## یادداشت
1. ↑  معمولاً در گویش محلی واژهٔ «و» از نام حذف می‌شود و از آن به صورت پیران تُنبان، پیران تونبان یا گاهی اوقات پیران تمبان، پیران تومبان یاد می‌شود.